# Эрве (Италия)
Эрве (итал. Erve) — коммуна в Италии, располагается в области Ломбардия, в провинции Лекко.
Население коммуны составляет 775 человек (2008 г.), плотность населения составляет 129 чел./км². Занимает площадь 6 км². Почтовый индекс — 23805. Телефонный код — 0341.
В коммуне 15 августа особо празднуется Успение Пресвятой Богородицы.

## Демография
Динамика населения:

## Администрация коммуны
- Официальный сайт: http://www.comune.erve.lc.it/ Архивная копия от 15 июля 2010 на Wayback Machine